# Clovis Fouin
Pour l’article homonyme, voir Élise Fouin.
Clovis Fouin est un acteur français né le 18 juillet 1988 à La Rochelle.

## Théâtre

### Comédien
- 2003 : Iphigénie de Lazare Herson-Macarel, mise en scène Lazare Herson-Macarel, Théâtre de Sartrouville
- 2005 : Novecento d'Alessandro Baricco, mise en scène de Léo Cohen Paperman, Péniche Antipode à Paris et Festival d'Avignon Off
- 2006 : Paris ou Ta mère la reine des sans-abris de Lazare Herson-Macarel, mise en scène de Léo Cohen Paperman, Péniche Antipode à Paris et Festival d’Avignon Off
- 2006 / 2007 : Illusions comiques d'Olivier Py, mise en scène d'Olivier Py, Centre dramatique national Orléans-Loiret-Centre, CDDB-Théâtre de Lorient, Théâtre National de Strasbourg, Théâtre du Nord, TNBA, Théâtre de Sartrouville et des Yvelines, Comédie de Reims, Odéon-Théâtre de l'Europe, Théâtre Dijon-Bourgogne, Comédie de Valence, TNP Villeurbanne, tournée tournée en France, Festival de Shizuoka au Japon
- 2007 : Richard II de William Shakespeare, mise en scène d’Edwin Gérard, Théâtre du Nord-Ouest à Paris
- 2007 : Tête d'or de Paul Claudel (première partie), mise en scène de Léo Cohen Paperman, Péniche Antipode à Paris, Festival d’Avignon off
- 2007 : No Kind de Lazare Herson-Macarel, mise en scène de Lola Lucas, Péniche Antipode à Paris, Studio Théâtre de Montreuil, Festival d’Avignon Off
- 2008 : La vie est un songe de Pedro Calderón de la Barca, mise en scène d’Elias Belkkedar, Théâtre Studio de Montreuil
- 2008 : Le Diable en partage de Fabrice Melchiot, mise en scène Jean-Marc Halloche, Scène de Levallois-Perret.
- 2008 : Ars de Lazare Herson-Macarel, mise en scène de Léo Cohen Paperman, Scène Watteau de Nogent-sur-Marne, 20e Théâtre et Festival d'Avignon Off
- 2008 : Macbeth de Shakespeare, mise en scène Katarina Stegelmann, Théâtre de Nanterre
- 2009 : Le Misanthrope de Molière, mise en scène de Lazare Herson-Macarel, Nouveau Théâtre Populaire à Fontaine-Guérin
- 2009 : L'Enfant meurtrier de Lazare Herson-Macarel, mise en scène Lazare Herson-Macarel, Théâtre national de l'Odéon, Ateliers Berthier
- 2009 : La Cruche cassée de Heinrich von Kleist, mise en scène de Thomas Bouvet, Théâtre 13
- 2010 : Le Chat botté, mise en scène Lazare Herson-Macarel, tournée au Maroc, Théâtre Berthelot à Montreuil
- 2010 : Le Crocodile d'après Dostoïevski, mise en scène de Léo Cohen Paperman, Petit Théâtre Escale à Levallois-Perret Perret, repris en 2015 à Avignon[1]
- 2010 : Le Songe d'une nuit d'été de Shakespeare, mise en scène de Sophie Guibard, Nouveau Théâtre Populaire à Fontaine-Guérin
- 2010 : Le Cid de Pierre Corneille, mise en scène de Lazare Herson-Macarel, rôle du Cid, Nouveau Théâtre Populaire à Fontaine-Guérin
- 2010 : Roméo et Juliette de Shakespeare, adaptation de Blandine Pélissier, mise en scène de Magali Leris, théâtre Jean-Arp à Clamart et Théâtre des Quartiers-d'Ivry-Antoine-Vitez
- 2011 : Le Cid de Pierre Corneille, mise en scène de Lazare Herson-Macarel, rôle du Cid, Nouveau Théâtre Populaire à Fontaine-Guérin
- 2011 : La Mort de Danton, de Georg Büchner mise en scène de Léo Cohen-Paperman, Nouveau Théâtre Populaire à Fontaine-Guérin
- 2011/2012 : Cyrano de Bergerac d'Edmond Rostand, mise en scène d'Anthony Magnier[2], Tournée en région parisienne (Chantilly, Versailles…) et en province, au Théâtre Mogador en novembre 2012
- 2011/2012 : Les Cahiers de Nijinski, mis en scène de Clovis Fouin et Lazare Herson-Macarel, Théâtre Escale Odyssée à Levallois-Perret Perret (2011), Espace Saint-Honoré à Paris, présentation au Théâtre de l'Odéon à Paris et Festival BAM à Rimini en Italie
- 2012 : Macbeth de William Shakespeare, mise en scène de Léo Cohen-Paperman, rôles de Macduff et le Capitaine, Nouveau Théâtre Populaire à Fontaine-Guérin
- 2012 : Ruy Blas de Victor Hugo, Mise en scène de Sacha Todorov, rôles d'Alguazil, marquis del Basto, duchesse d’Albuquerque, don Manuel Arias, laquais, Nouveau Théâtre Populaire à Fontaine-Guérin
- 2012 : Une histoire de Paradis D'Isaac Bashevis Singer, mise en scène et adaptation de Clovis Fouin, rôles du narrateur et du médecin, Festival du Nouveau Théâtre Populaire à Fontaine-Guérin
- 2013 : CAPSULES " Pas pas pas pas pas assez d'oxygène". Pièce radiophonique de Caryl Churchill créée pour la BBC en 1971. Mise en espace et vidéo de Noëmie Ksicova au Ciné 13.
- 2013 : 2012 : Ruy Blas de Victor Hugo, Mise en scène de Sacha Todorov, rôles d'Alguazil, marquis del Basto, duchesse d’Albuquerque, don Manuel Arias, laquais, Nouveau Théâtre Populaire à Fontaine-Guérin
- 2013 : Les amours vulnérables de Desdémone et d'Othello d'après Othello, le Maure de Venise de William Shakespeare, de Manuel Piolat Soleymat et Razerka Lavant. Avec Teresa Acevedo, Disiz, Clovis Fouin, Alexandra Fournier, Denis Lavant, Reda Oumouzoune, Claire Sermonne, Alexandre Théry, Chant /Sapho Oud / Mehdi Haddad, Théâtre Nanterre-Amandiers.
- 2013 : Le Corbeau et le Pouvoir de Jacques Forgeas. Mise en scène de Sébastien Grall et Sophie Gub. Avec Baptiste Caillaud, Clovis Fouin, Bartholomew Boutellis et Pierre-Marie Poirier en alternance avec Samuel Cahu. Théâtre Le Lucernaire.
- 2014 : Parole tenue - Hommage d'Olivier Py à la voix puissante et unique de Bruno Sermonne. Poèmes inédits de Bruno Sermonne lus par Claire Sermonne, Clovis Fouin et Frédéric et enregistré le 20 juillet 2014 au Musée Calvet à Avignon dans le cadre du Festival d'Avignon. Diffusion sur France Culture le 7 septembre 2014.
- 2014 : Hamlet de  William Shakespeare, mise en scène de Léo Cohen Paperman, Festival du Nouveau Théâtre Populaire à Fontaine Guérin
- 2014 : La Cerisaie d’Anton Tchekhov, mise en scène de Julien Romelard, Festival du Nouveau Théâtre Populaire à Fontaine Guérin
- 2014 : La belle et la bête, Adaptation d’Elsa Grzeszczak et Sacha Todorov, mise en scène d’Elsa Grzeszczak, Festival du Nouveau Théâtre Populaire à Fontaine Guérin
- 2014 : Archipel de NDiaye - Mise en scène de Georges Lavaudant dans le cadre du programme « Paroles d’acteurs » de l’Adami, en partenariat avec le Festival d’Automne. Atelier de Paris-Carolyn Carlson - La Cartoucherie et en 2016 au Théâtre des Bouffes du Nord.
- 2015 : Le Crocodile d’après une nouvelle de Dostoïevski, adaptation de Léo Cohen-Paperman et Lazare Herson-Macarel, mise en scène de Léo Cohen-Paperman, à la Caserne des Pompiers, Festival d'Avignon.
- 2016 : Le rosaire des voluptués épineuses. Mise en scène de Georges Lavaudant à Montpellier
- 2016 : Maladie de la jeunesse de Ferdinand Bruckner[3], Mise en scène de Philippe Barronet au Théâtre de la Tempête.
- 2016 : L'Adieu à la scène de Jacques Forgeas, mise en scène de Sophie Gubri au Théâtre du Ranelagh.

### Metteur en scène
- 2011/2012 : Les Cahiers de Nijinski[4]
- 2012/2013 : Une histoire de paradis d'Isaac Bashevis Singer
- 2013 : Pelléas et Mélisande de Maurice Maeterlinck - Festival du Nouveau Théâtre Populaire à Fontaine-Guérin
- 2014 : La folie Tristan d'après Bruno Sermonne[5] - Théâtre du Champ de Bataille à Angers

## Filmographie

### Cinéma

#### Longs métrages
- 2010 : Nannerl, la sœur de Mozart de René Féret : le Dauphin
- 2012 : Le Mentor de Jean-Pierre Mocky
- 2013 : Silence de Michael Salerno (non sorti)
- 2016 : Chocolat de Roschdy Zem
- 2016 : Inferno d'August Strindberg de Paul-Anthony Mille
- 2016 : Le redoutable de Michel Hazanavicius
- 2016 : Zhong guo tui xiao yuan de Tan Bing

#### Courts métrages
- 2006 : Illuminatis d'Antony Mille
- 2007 : L'Heure d'été de Basile Cremer
- 2008 : La Place Léon Blum d'Éric Herson-Macarel
- 2010 : Irréprochables de Antoine Delelis
- 2010 : Frizouille de Antoine Delelis
- 2011 : End Zone de Cédric Fontaine
- 2012 : Après l'Enfer de François Pragnère
- 2014 : L'Autre de François Pragnère
- 2014 : Un conte à la Goutte d'or de Dyana Gaye (Talent Cannes Adami 2014)

### Télévision
- 1999 : Commissaire Moulin de Gérard Marx
- 2010 : Les Vivants et les Morts de Gérard Mordillat : Franck
- 2011 : Saïgon, l'été de nos 20 ans de Philippe Venault (2x90min) : Gérard
- 2011 : Alice Nevers : épisode "Jardin secret", de René Manzor
- 2011 : Boulevard du Palais – épisode 41 Ravages : Jérémie Deloison
- 2011 : Les cinq parties du monde de Gérard Mordillat : Lerat
- 2012 : Julie Lescaut de Christian Bonnet - épisode L'aveu : Kevin Berjot
- 2012 : R.I.S. Police scientifique d'Hervé Brami  saison 8, épisode 1 L'ombre du Passé : Julien Boyer
- 2012 : Hitchcock by Mocky de Jean-Pierre Mocky : épisode Auto-stop
- 2013 : Alias Caracalla d'Alain Tasma
- 2014 : Falco - saison 2 - 1er épisode Comme des frères
- 2015 : Deux flics sur les docks d'Edwin Baily
- 2015 : Les Petits Meurtres d'Agatha Christie saison 2, Murder Party : Marcel Combet
- 2016 : Au service de la France : saison 2 - d'Alexis Charrier
- 2018 : Léo Matteï, Brigade des mineurs : saison 6 - David/Romain Robert
- 2023 : Balthazar : saison 4 - 1er épisode en plein vol

## Doublage

### Films
- 2007 : Paranoid Park : Matt [Qui ?]
- 2007 : Teeth : Edward [Qui ?]
- 2008 : La Vague : Ferdi (Ferdinand Schmidt-Modrow (de))
- 2009 : Le Ruban blanc : Max (Sebastian Hülk)
- 2009 : Looking for Eric : le fils [Qui ?]
- 2015 : Que le meilleur gagne : Pepe (Octavio Gómez Berríos)

### Séries télévisées
- 2017 : Destin brisé : Britney Spears, l'enfer de la gloire : ? ( ? )

- 2021 : Dom : ? ( ? )